# Lisa Stein
Lisa Stein (* 12. Januar 1994 in Schwerin) ist eine deutsche Volleyballspielerin.

## Karriere
Stein begann ihre Karriere beim 1. VC Parchim. Anschließend setzte sie ihre Ausbildung am Sportgymnasium Schwerin fort und spielte von 2010 bis 2012 beim Zweitligisten 1. VC Parchim, der eng mit dem Bundesligisten Schweriner SC kooperierte. Zur Saison 2012/13 schaffte sie es auf ihrer Position als Außenangreiferin in den Profikader des Schweriner SC. In ihrer ersten Saison als Profi wurde sie sowohl Deutscher Meister als auch Deutscher Pokalsieger. Nach einem weiteren Jahr in Schwerin spielte sie in der Saison 2014/15 bei den Stralsunder Wildcats in der 2. Bundesliga.
Mit der U-19-Nationalmannschaft konnte sie sich 2012 für die Europameisterschaft in der Türkei qualifizieren. Stein absolvierte 20 Junioren-Nationalspiele.